# Monja de carpó blanc
La monja de carpó blanc (Xolmis velatus) és un ocell de la família dels tirànids (Tyrannidae).

## Hàbitat i distribució
Habita garrigues, camps i sabana de les terres baixes de l'est i sud del Brasil, Paraguai i nord i est de Bolívia.